# Skrzeszewo (województwo kujawsko-pomorskie)
Skrzeszewo – wieś w Polsce położona w województwie kujawsko-pomorskim, w powiecie mogileńskim, w gminie Mogilno.

## Historia
W 1527 roku we wsi Skrzeszewo znajdował się pałac szlachecki, po którym zachowały się tylko szczątki. Od nazwy wsi pochodzą Skrzyszewscy vel Skrzyszowscy herbu Ostoja.

## Podział administracyjny
W latach 1975–1998 miejscowość położona była w województwie bydgoskim.

## Demografia
Według Narodowego Spisu Powszechnego (III 2011 r.) liczyła 94 mieszkańców. Jest 38. co do wielkości miejscowością gminy Mogilno.

## Krótki opis
Skrzeszewo to jedna z mniejszych wsi w gminie, za to bardzo dobrze rozwinięta gospodarczo. Znajdował się tam klub sportowy LZS Skrzeszewo.